# Andy Douglas
Pour les articles homonymes, voir Douglas.
Andy Douglas (né le 11 octobre 1979) est un ancien catcheur américain connu pour avoir lutté à la Total Nonstop Action Wrestling où il a gagné le titre de NWA World Tag Team Championship à trois reprises avec Chase Stevens .

## Carrière

### Circuit indépendant (2000-2004)
Il s'entraîne avec Killer Kurt dans le Kentucky. Il remporte le 1er juin 2001 le SSW Tag Team Championship avec Kelly Charles. Il fait ensuite équipe avec Chase Stevens avec qui il formera The Naturals et remporte plusieurs titres par équipe de fédérations sur le circuit indépendant. Le 16 octobre 2004, ils battent Chris Vaughn et Rick Santel et remportent les USA Championship Wrestling Tag Team Championship.

### Total Nonstop Action Wrestling (2004-2007)
Les Naturals arrivent à la TNA en 2004 et entame une feud avec les America's Most Wanted (James Storm et Chris Harris). Le 7 juillet 2004, lui et Chase Stevens battent les America's Most Wanted en 12 secondes et remporte les NWA World Tag Team Championship. Ils conservent leurs titres en battant Harris et Storm dans un Six Sides of Steel match deux semaines plus tard. Ils perdent leurs titres le 8 septembre contre Elix Skipper et Chris Harris. Le 26 septembre, il se fait attaquer dans une discothèque et se blesse.
Il revient début 2005 et son équipe The Naturals se fait désormais manager par Chris Candido. Le 26 avril, ils remportent à nouveau les NWA World Tag Team Championship en battant les America's Most Wanted. Deux jours plus tard, Candido décède à la suite d'un accident lors d'un match. Lors de Hard Justice 2005, ils conservent leurs titres contre les America's Most Wanted. Ils battent la Team Canada (Petey Williams et Eric Young) grâce à une intervention de Jimmy Hart, qui devient par la suite leur manager. Les titres par équipes deviennent vacants mais les regagnent le lendemain lors de 57th NWA Anniversary Show en battant Cassidy Riley (en) et Eric Young. Ils perdent leurs titres le 22 octobre contre the America's Most Wanted. Ils ne remportent pas leur match revanche le lendemain lors de Bound for Glory (2005), à la suite d'une intervention de Gail Kim.
En avril 2006, il se fait passer à tabac par Scott Steiner et se blesse. Il revient le 18 mai pour venir en aide à son partenaire Chase Stevens qui luttait contre Samoa Joe. Lui et Stevens battent Elix Skipper et David Young lors de Victory Road 2006. Le 17 août, son partenaire bat Chris Harris,Kazarian et BG James et deviennent ainsi challenger numéro 1 pour les titres par équipe mais ce privilège fut enlevé la semaine suivante. Le 21 décembre, ils perdent face à la Team 3D dans un Tables match. Il quitte avec Chase Stevens la TNA le 10 mai.

### Retour au circuit indépendant (2007-2010)
Lui et Stevens tentent d'intégrer le roster de la WWE mais n'y parviennent pas. Le 21 mars 2008, lui, Stevens et Luke Hawx perdent contre le Big Show dans un Handicap match. Ils retournent ensuite sur le circuit indépendant. Le 15 novembre 2008, il remporte le OCW Heavyweight Championship. Il arrête sa carrière de catcheur le 13 mars 2010.

## Palmarès
- Birchfield Promotions
  - 1 fois BPW Tag Team Championship avec Chase Stevens[2]
- Coliseum Championship Wrestling
  - 1 fois CCW Tag Team Championship
- Great Championship Wrestling
  - 1 fois GCW Tag Team Championship avec Chase Stevens[2]
- International Wrestling Association
  - 1 fois IWA World Tag Team Championship avec Chase Stevens[10]
- IWWF
  - 1 fois IWWF Tag Team Championship
- National Wrestling Alliance
  - 1 fois NWA Mid-America Tag Team Championship avec Rick Santel[2]
- Northern Championship Wrestling
  - 1 fois NCW Tag Team Championship[2]
- Ohio Championship Wrestling
  - 1 fois OCW Heavyweight Championship[10]
- Southern States Wrestling
  - 1 fois SSW Young Guns Television Championship[10]
  - 1 fois SSW Tag Team Championship avec Kelly Charles[2]
- Total Nonstop Action Wrestling
  - 3 fois NWA World Tag Team Championship avec Chase Stevens[2]
- USA Championship Wrestling
  - 1 fois USACW Tag Team Championship avec Chase Stevens[2]
- Pro Wrestling Illustrated

| Année | 2004 | 2005 | 2006 | 2007 | 2008 | 2009 |
| Rang  | 126  | 96   | 143  | 238  | -    | 316  |